# C.D. Lenca
Club Deportivo Lenca era un club de fútbol hondureño establecido en El Progreso, Honduras.
Jugó en la Liga de Ascenso de Honduras pero en 2008 fue comprado por un club juvenil de El Negrito, Yoro. Ellos actualmente juegan en Liga Mayor de Honduras.
Su nombre deriva de las personas Lencas y su emblema representa al Jefe Lempira, un héroe nacional en Honduras. 

## Consecuciones
- Segunda División / Liga de Ascenso

Ganadores (1): 2005–06 C
Subcampeones (2): 1970–71, 1975
Ganadores (1): 2005-06 C
Subcampeones (2): 1970-71, 1975
- Yoro Championship

Ganadores (1): 1961